# Bostrychoplites guineanus
Bostrychoplites guineanus är en skalbaggsart som beskrevs av Pierre Lesne 1923. Bostrychoplites guineanus ingår i släktet Bostrychoplites och familjen kapuschongbaggar. Inga underarter finns listade i Catalogue of Life.